# Arnat Partiiat
Die Arnat Partiiat (grönländisch für „Frauenpartei“) war eine politische Partei in Grönland.

## Geschichte
Die Arnat Partiiat wurde am 6. November 1999 im Katuaq in Nuuk von 32 Frauen gegründet. Sie kandidierte bei der Parlamentswahl 2002. Dort erreichte sie 2,4 % der Stimmen und verpasste somit einen Sitz im Inatsisartut. Es sollte ihre einzige Wahl bleiben. 2005 trat sie nicht mehr an und war wieder verschwunden.

## Politische Ausrichtung
Die Arnat Partiiat diente dem Zweck, Frauen besser in der Politik zu repräsentieren. Sie verfolgte soziale Ziele, wie die Unterstützung der Familie, vor allem von Frauen und Kindern. Daneben bemühte sich die Partei darum, den Schwächsten der Gesellschaft finanziell zu helfen, Obdachlosen und Kindern aus Problemfamilien. Außerdem setzte sich die Partei für Umweltschutz und Nachhaltigkeit ein.

## Parteivorsitzende
- 1999–???: Anne-Marie B. Pedersen

## Wahlergebnisse

### Parlamentswahlen
| Wahl | Stimmen | Stimmenanteil | Sitze  | Platz | Folge                        |
| ---- | ------- | ------------- | ------ | ----- | ---------------------------- |
| 2002 | 686     | 2,4 %         | 0 / 31 | 6     | nicht im Parlament vertreten |